# بيغ كوميرس
بيغ كوميرس (بالإنجليزية: BigCommerce)‏ هي إحدى الشركات الرائدة في مجال التجارة الإلكترونية القائمة على السحابة، وهي تقدم إضافة ووردبريس. يتيح هذا التكامل الجديد لـووردبريس إدارة المحتوى وتصميم جانب الأشياء، بينما بيغ كوميرس يتعامل مع جميع أنظمة التجارة الإلكترونية المعقدة والبنية التحتية على الجانب الخلفي لمتجرك. هذا يسمح لأصحاب الأعمال بالتمتع بمرونة تصميم ووردبريس بينما تستخدم بيغ كوميرس محرك التجارة الهائل لتبسيط الأنشطة وراء الكواليس في متجرك الرقمي.

## الخطط المتوفرة لمنصة بيغ كوميرس
تتوفر منصة بيغ كوميرس على أربع خطط وهي كالتالي:
1. الخطة بيغ كوميرس العادية(BigCommerce Standard).
2. الخطة بيغ كوميرس المتقدمة(BigCommerce Plus).
3. الخطة بيغ كوميرس الاحترافية(BigCommerce Pro).
4. خطة بيغ كوميرس المؤسسات(BigCommerce Enterprise).

## ميزة تحسين محركات البحث
تأتي منصة بيغ كوميرس مع جميع ميزات تحسين محركات البحث (SEO) الأساسية التي يحتاجها المسوقون، حيث يمكنهم تحرير عناوين رابط الموقع (URL) أو ملف معيار استبعاد الروبوتات أو الهيدرز أو الميتا أو عناوين الصفحات.
جميع قوالب المنصة تقريبا سريعة الاستجابة وتدعم صفحات الجوال المسرعة (AMP)، كما يتيح إمكانية تحسين صور المنتجات على بيغ كوميرس، حيث تعمل هذه الوظيفة تلقائيًا على تحسين جميع الصور الخاصة بأصحاب المتاجر الإلكترونية.

## خيارات الشحن المتوفرة
توفر المنصة لأصحاب المتاجر عدة خيارات لشحن المنتجات إلى العملاء، ويمكن من خلال خاصية «مدير الشحن» تعيين قواعد وطرق الشحن التالية:
- الشحن مجانا.
- أسعار الشحن ثابتة.
- أسعار الشحن على حسب أسعار المنتجات.
- أسعار الشحن على أساس وزن المنتج.
- يمكن استلام المنتجات في مواقع المتاجر الفعلية.
- تُستخدم بيانات شركة النقل التابعة لجهات خارجية لتقديم أسعار الشحن في الوقت الفعلي.
- التكامل مع خدمات شيب إستيشن(Shipstation) وشييبر أتش كيو (ShipperHQ) وغيرها.